# 麥兜响噹噹
《麥兜响噹噹》（未製作前稱為麥兜武當）是由謝立文編導的香港卡通電影。

## 故事大綱
考古學家在長江三峽掘出麥子（名兜，字仲肥）製造、不知用途的巨物。當大家不知如何處置這廢物時，他的第十八代後人——麥兜卻正在香港一所幼稚園讀書，成績差之餘說話又粗俗。母親麥太有見及此，就決意帶麥兜上武當山受訓，希望麥兜將來有一番作為。

## 聲音演出
| 角色               | 粵語配音                                         | 普通话配音 |
| 旁白               | 詹瑞文                                           | 黄渤       |
| 麥兜               | 郭君彥                                           | 张正中     |
| 麥太               | 吳君如                                           | 宋丹丹     |
| 麥子               | 尹光                                             |            |
| 教授/道長/熊寶弟弟 | 黃秋生                                           |            |
| 菇時               | 羅月琛                                           |            |
| Miss Chan          | The Pancakes                                     |            |
| 阿 May             | 葉心怡                                           |            |
|                    | 李建良 郭碧珍 李忠強 譚美瓊 陳旭恆 李明莉 黃文偉 |            |

## 相關發行物
- 《麥兜响噹噹－電影原著故事》ISBN 978-962-340-281-1（附電影原聲大碟 CD）
- Blu-ray+AVCD（香港版）[2]
- VCD：影碟商在發行VCD時，特色是把封面分別印刷成多種顏色，供人選擇。

## 外部連結
- 官方網站（页面存档备份，存于）
- 互联网电影数据库（IMDb）上《麥兜響噹噹》的资料（英文）